# Leichtathletik-Weltmeisterschaften 2001/100 m der Frauen

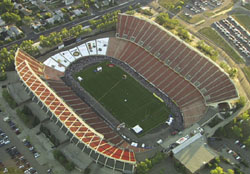
Das Commonwealth Stadium von Edmonton im Jahr 2005

Der 100-Meter-Lauf der Frauen bei den Leichtathletik-Weltmeisterschaften 2001 wurde am 5. und 6. August 2001 im Commonwealth Stadium der kanadischen Stadt Edmonton ausgetragen.
Weltmeisterin wurde die Vizeweltmeisterin von 1997 und Vizeeuropameisterin von 1994 Schanna Block aus der Ukraine. Sie war vorher noch erfolgreicher über 200 Meter. Auf dieser längeren Distanz war sie 1997 Weltmeisterin sowie 1994 und 1998 jeweils Vizeeuropameisterin geworden.

Auf den zweiten Platz kam die Griechin Ekaterini Thanou. Sie hatte im Jahr zuvor die olympische Silbermedaille über 100 Meter gewonnen und durfte wegen ihrer eigenen späteren Dopingpraxis trotz der Disqualifikation der gedopten ursprünglichen Siegerin Marion Jones nicht auf Rang eins vorrücken.

Bronze ging an Chandra Sturrup, Bahamas, die im Jahr 2000 mit der 4-mal-100-Meter-Staffel ihres Landes Olympiasiegerin geworden war.

## Bestehende Rekorde
| Weltrekord               | 10,49 s | Florence Griffith-Joyner | Indianapolis, USA           | 16. Juli 1988   |
| Weltmeisterschaftsrekord | 10,70 s | Marion Jones             | WM 1999 in Sevilla, Spanien | 22. August 1999 |

Der bestehende WM-Rekord wurde bei diesen Weltmeisterschaften nicht eingestellt und nicht verbessert.
Weltmeisterin Schanna Block aus der Ukraine stellte im Finale am 6. August mit 10,82 s bei einem Gegenwind von 0,3 m/s eine neue Weltjahresbestleistung auf.
Außerdem gab es einen Landesrekord:
12,27 s – Shamha Ahmed (Malediven), 2. Vorlauf am 5. August (Wind: +0,1 m/s)

## Doping
In diesem Wettbewerb gab es gleich drei Dopingfälle.
Den beiden US-Amerikanerinnen Marion Jones, zunächst Zweite, und Kelli White, zunächst Siebte, sowie der Kanadierin Venolyn Clarke, im Viertelfinale ausgeschieden, wurden ihre zunächst erreichten Platzierungen wegen Dopingvergehens aberkannt. Von der Disqualifikation war später auch die zunächst siegreiche US-Staffel über 4 × 100 Meter betroffen. Sowohl Jones als auch Kelly waren Mitglieder dieses Teams.
Auch Schanna Block, Ekaterini Thanou, und Chryste Gaines wurden im späteren Verlauf ihrer Karrieren wegen Dopingvergehen gesperrt. Dies betraf jedoch nicht die Resultate dieser Weltmeisterschaften.
Leidtragende waren hier mehrere Athletinnen.
- Eine Läuferin erhielt ihre Bronzemedaille erst nach langer Zeit und konnte nicht an der Siegerehrung teilnehmen:
  - Chandra Sturrup (Bahamas)
- Zwei Läuferinnen, beide aus Nigeria, wurde die eigentlich berechtigte Teilnahme am Finale verwehrt:
  - Endurance Ojokolo – hatte sich als Vierte des ersten Halbfinales über ihre Platzierung qualifiziert
  - Mary Onyali – hatte sich über ihre im zweien Halbfinale Zeit von 11,29 s qualifiziert
- Zwei Läuferinnen wurde die eigentlich über die Zeitregel berechtigte Teilnahme am Halbfinale verwehrt:
  - Alenka Bikar (Slowenien) – 11,34 s im ersten Viertelfinale
  - Astia Walker (Jamaika) – 11,39 s im vierten Viertelfinale
- Drei Läuferinnen wurde die eigentlich über die Zeitregel berechtigte Teilnahme am Viertelfinale verwehrt:
  - Louise Ayétotché (Elfenbeinküste) – 11,53 s im zweiten Vorlauf
  - Shani Anderson (Großbritannien) – 11,54 s im sechsten Vorlauf
  - Vida Nsiah (Ghana) – 11,56 s im ersten Vorlauf

## Vorrunde
Die Vorrunde wurde in acht Läufen durchgeführt. Die ersten drei Athletinnen pro Lauf – hellblau unterlegt – sowie die darüber hinaus acht zeitschnellsten Läuferinnen – hellgrün unterlegt – qualifizierten sich für das Viertelfinale.

### Vorlauf 1
5. August 2001, 10:35 Uhr
Wind: −0,9 m/s
| Platz | Name                  | Nation                         | Zeit (s)                                            |
| ----- | --------------------- | ------------------------------ | --------------------------------------------------- |
| 1     | Natallja Safronnikawa | Belarus                        | 11,44                                               |
| 2     | Natalja Ignatowa      | Russland                       | 11,45                                               |
| 3     | Natasha Mayers        | St. Vincent und die Grenadinen | 11,52                                               |
| 4     | Vida Nsiah            | Ghana                          | 11,56 eigentlich für das Viertelfinale qualifiziert |
| 5     | Hermahayu             | Indonesien                     | 12,51                                               |
| 6     | Detsalena Ollson      | Nauru                          | 14,04                                               |
| DOP   | Kelli White           | USA                            | für das Viertelfinale zugelassen                    |

### Vorlauf 2
5. August 2001, 10:41 Uhr
Wind: +0,1 m/s
| Platz | Name              | Nation         | Zeit (s)                                            |
| ----- | ----------------- | -------------- | --------------------------------------------------- |
| 1     | Chandra Sturrup   | Bahamas        | 11,26                                               |
| 2     | Frédérique Bangué | Frankreich     | 11,41                                               |
| 3     | Angela Williams   | USA            | 11,41                                               |
| 4     | Effrosíni Patsoú  | Griechenland   | 11,53                                               |
| 5     | Louise Ayétotché  | Elfenbeinküste | 11,53 eigentlich für das Viertelfinale qualifiziert |
| 6     | Shamha Ahmed      | Malediven      | 12,27 NR                                            |
| 7     | Aseel Danan       | Jordanien      | 12,77                                               |

### Vorlauf 3
5. August 2001, 10:47 Uhr
Wind: −0,5 m/s
| Platz | Name              | Nation                             | Zeit (s) |
| ----- | ----------------- | ---------------------------------- | -------- |
| 1     | Schanna Block     | Ukraine                            | 11,14    |
| 2     | Gabi Rockmeier    | Deutschland                        | 11,38    |
| 3     | Mary Onyali       | Nigeria                            | 11,39    |
| 4     | Marcia Richardson | Großbritannien                     | 11,52    |
| 5     | Peta-Gay Barrett  | Jamaika                            | 11,88    |
| 6     | Montserrat Pujol  | Andorra                            | 12,38    |
| 7     | Sam Twinsanne     | Föderierte Staaten von Mikronesien | 12,87    |

### Vorlauf 4
5. August 2001, 10:53 Uhr
Wind: −1,3 m/s
| Platz | Name                | Nation      | Zeit (s) |
| ----- | ------------------- | ----------- | -------- |
| 1     | Myriam Léonie Mani  | Kamerun     | 11,37    |
| 2     | Manuela Levorato    | Italien     | 11,46    |
| 3     | Johanna Manninen    | Finnland    | 11,49    |
| 4     | Melanie Paschke     | Deutschland | 11,51    |
| 5     | Dikeledi Moropane   | Südafrika   | 11,63    |
| 6     | Peoria Koshiba      | Palau       | 13,50    |
| 7     | Priscilla Walenenea | Salomonen   | 14,43    |

### Vorlauf 5
5. August 2001, 10:59 Uhr
Wind: −0,6 m/s
| Platz | Name              | Nation       | Zeit (s) |
| ----- | ----------------- | ------------ | -------- |
| 1     | Ekaterini Thanou  | Griechenland | 11,12    |
| 2     | Astia Walker      | Jamaika      | 11,36    |
| 3     | Marina Kislowa    | Russland     | 11,39    |
| 4     | Lyubov Perepelova | Usbekistan   | 11,65    |
| 5     | Lerma Gabito      | Philippinen  | 11,87    |
| 6     | Shyrome Hughes    | Anguilla     | 12,99    |
| 7     | Joanne Hallen     | Samoa        | 13,40    |

### Vorlauf 6
5. August 2001, 11:05 Uhr
Wind: −2,3 m/s
| Platz | Name                    | Nation                 | Zeit (s)                                            |
| ----- | ----------------------- | ---------------------- | --------------------------------------------------- |
| 1     | Endurance Ojokolo       | Nigeria                | 11,13                                               |
| 2     | Alenka Bikar            | Slowenien              | 11,31                                               |
| 3     | Marion Wagner           | Deutschland            | 11,43                                               |
| 4     | Shani Anderson          | Großbritannien         | 11,54 eigentlich für das Viertelfinale qualifiziert |
| 5     | Marie-Jeanne Jerusalemy | Französisch-Polynesien | 13,31                                               |
| 6     | Ellysa William          | Cookinseln             | 13,37                                               |
| DOP   | Marion Jones            | USA                    | für das Viertelfinale zugelassen                    |

### Vorlauf 7
5. August 2001, 11:11 Uhr
Wind: +0,6 m/s
| Platz | Name                      | Nation           | Zeit (s) |
| ----- | ------------------------- | ---------------- | -------- |
| 1     | Kim Gevaert               | Belgien          | 11,35    |
| 2     | Chryste Gaines            | USA              | 11,36    |
| 3     | Martha Adusei             | Kanada           | 11,41    |
| 4     | Katia Benth               | Frankreich       | 11,47    |
| 5     | Liliana Allen             | Mexiko           | 11,49    |
| 6     | Choi Lok Lai              | Macau            | 12,74    |
| 7     | Mari Paz Mosanga Montanga | Äquatorialguinea | 13,04    |

### Vorlauf 8
5. August 2001, 11:17 Uhr
Wind: −0,2 m/s
| Platz | Name                | Nation              | Zeit (s)                         |
| ----- | ------------------- | ------------------- | -------------------------------- |
| 1     | Mercy Nku           | Nigeria             | 11,27                            |
| 2     | Debbie Ferguson     | Bahamas             | 11,39                            |
| 3     | Abiodun Oyepitan    | Großbritannien      | 11,45                            |
| 4     | Viktoriya Koviyreva | Kasachstan          | 11,86                            |
| 5     | Valma Bass          | St. Kitts und Nevis | 11,89                            |
| 6     | Kadiatou Camara     | Mali                | 11,89                            |
| 7     | Ana Pouhila         | Tonga               | 13,57                            |
| DOP   | Venolyn Clarke      | Kanada              | für das Viertelfinale zugelassen |

## Viertelfinale

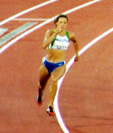
Alenka Bikar hatte sich eigentlich für das Halbfinale qualifiziert, konnte jedoch wegen der zum Zeitpunkt des Wettkampfs noch nicht bekannten Dopingvergehen zweier Läuferinnen dort nicht starten
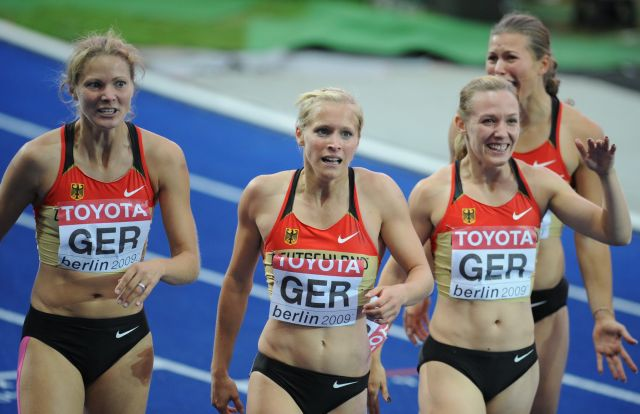
Marion Wagner (ganz links) schied mit 11,43 s im Viertelfinale aus

5. August 2001, 17:35 Uhr
Aus den vier Viertelfinalläufen qualifizierten sich die jeweils ersten drei Athletinnen – hellblau unterlegt – sowie die darüber hinaus vier zeitschnellsten Läuferinnen – hellgrün unterlegt – für das Halbfinale.

### Viertelfinallauf 1
5. August 2001, 14:35 Uhr
Wind: ±0,0 m/s
| Platz | Name               | Nation       | Zeit (s)                                         |
| ----- | ------------------ | ------------ | ------------------------------------------------ |
| 1     | Endurance Ojokolo  | Nigeria      | 11,13                                            |
| 2     | Myriam Léonie Mani | Kamerun      | 11,15                                            |
| 3     | Manuela Levorato   | Italien      | 11,29                                            |
| 4     | Johanna Manninen   | Finnland     | 11,33                                            |
| 5     | Alenka Bikar       | Slowenien    | 11,34 eigentlich für das Halbfinale qualifiziert |
| 6     | Marion Wagner      | Deutschland  | 11,43                                            |
| 7     | Effrosíni Patsoú   | Griechenland | 11,65                                            |
| DOP   | Marion Jones       | USA          | für das Halbfinale zugelassen                    |

### Viertelfinallauf 2

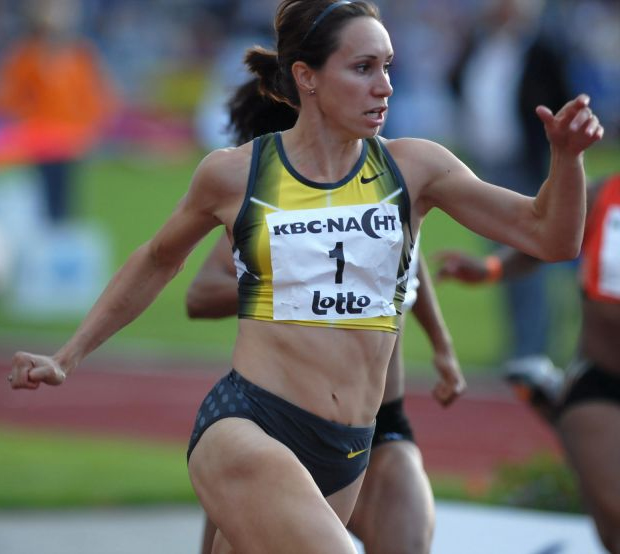
Als Vierte ihres Viertelfinallaufs verpasste Kim Gevaert das Halbfinale um einen Rang
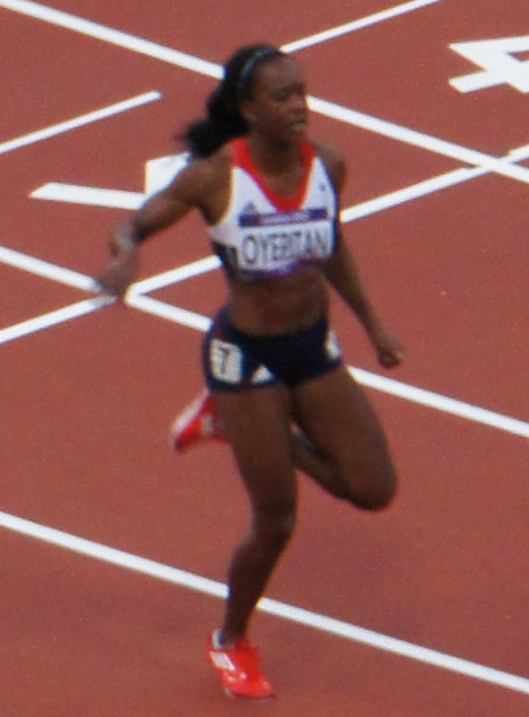
Abiodun Oyepitan scheiterte mit 11,61 s im Viertelfinale

5. August 2001, 14:41 Uhr
Wind: −3,4 m/s
| Platz | Name             | Nation         | Zeit (s) |
| ----- | ---------------- | -------------- | -------- |
| 1     | Schanna Block    | Ukraine        | 11,16    |
| 2     | Chryste Gaines   | USA            | 11,31    |
| 3     | Debbie Ferguson  | Bahamas        | 11,35    |
| 4     | Kim Gevaert      | Belgien        | 11,56    |
| 5     | Marina Kislowa   | Russland       | 11,58    |
| 6     | Melanie Paschke  | Deutschland    | 11,60    |
| 7     | Abiodun Oyepitan | Großbritannien | 11,61    |
| DOP   | Venolyn Clarke   | Kanada         |          |

### Viertelfinallauf 3
5. August 2001, 14:47 Uhr
Wind: +0,8 m/s
| Platz | Name              | Nation                         | Zeit (s) |
| ----- | ----------------- | ------------------------------ | -------- |
| 1     | Chandra Sturrup   | Bahamas                        | 11,08    |
| 2     | Mercy Nku         | Nigeria                        | 11,14    |
| 3     | Angela Williams   | USA                            | 11,24    |
| 4     | Natasha Mayers    | St. Vincent und die Grenadinen | 11,31    |
| 5     | Gabi Rockmeier    | Deutschland                    | 11,33    |
| 6     | Frédérique Bangué | Frankreich                     | 11,35    |
| 7     | Martha Adusei     | Kanada                         | 11,43    |
| 7     | Liliana Allen     | Mexiko                         | 11,43    |

### Viertelfinallauf 4
5. August 2001, 14:53 Uhr
Wind: −2,3 m/s
| Platz | Name                  | Nation         | Zeit (s)                                         |
| ----- | --------------------- | -------------- | ------------------------------------------------ |
| 1     | Ekaterini Thanou      | Griechenland   | 10,97                                            |
| 2     | Mary Onyali           | Nigeria        | 11,29                                            |
| 3     | Astia Walker          | Jamaika        | 11,39 eigentlich für das Halbfinale qualifiziert |
| 4     | Natallja Safronnikawa | Belarus        | 11,40                                            |
| 5     | Natalja Ignatowa      | Russland       | 11,46                                            |
| 6     | Katia Benth           | Frankreich     | 11,54                                            |
| 7     | Marcia Richardson     | Großbritannien | 11,59                                            |
| DOP   | Kelli White           | USA            | für das Halbfinale zugelassen                    |

## Halbfinale
Aus den beiden Halbfinalläufen qualifizierten sich die jeweils ersten vier Athletinnen – hellblau unterlegt – für das Finale.

### Halbfinallauf 1

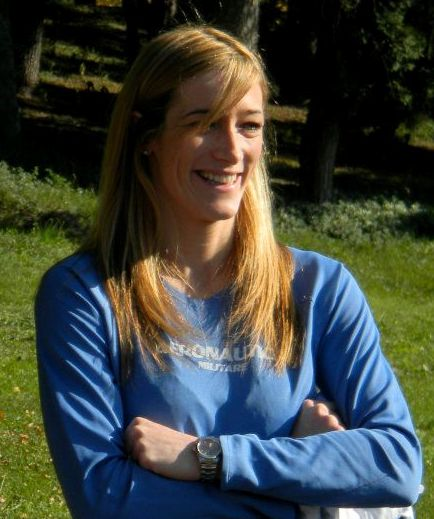
Ihr siebter Rang im ersten Halbfinalrennen reichte Manuela Levorato nicht zur Finalteilnahme

6. August 2001, 15:55 Uhr
Wind: −2,3 m/s
| Platz | Name               | Nation      | Zeit (s)                                     |
| ----- | ------------------ | ----------- | -------------------------------------------- |
| 1     | Schanna Block      | Ukraine     | 10,94                                        |
| 2     | Debbie Ferguson    | Bahamas     | 11,10                                        |
| 3     | Chryste Gaines     | USA         | 11,12                                        |
| 4     | Endurance Ojokolo  | Nigeria     | 11,20 eigentlich für das Finale qualifiziert |
| 5     | Myriam Léonie Mani | Kamerun     | 11,26                                        |
| 6     | Gabi Rockmeier     | Deutschland | 11,48                                        |
| 7     | Manuela Levorato   | Italien     | 11,50                                        |
| DOP   | Marion Jones       | USA         | für das Finale zugelassen                    |

### Halbfinallauf 2

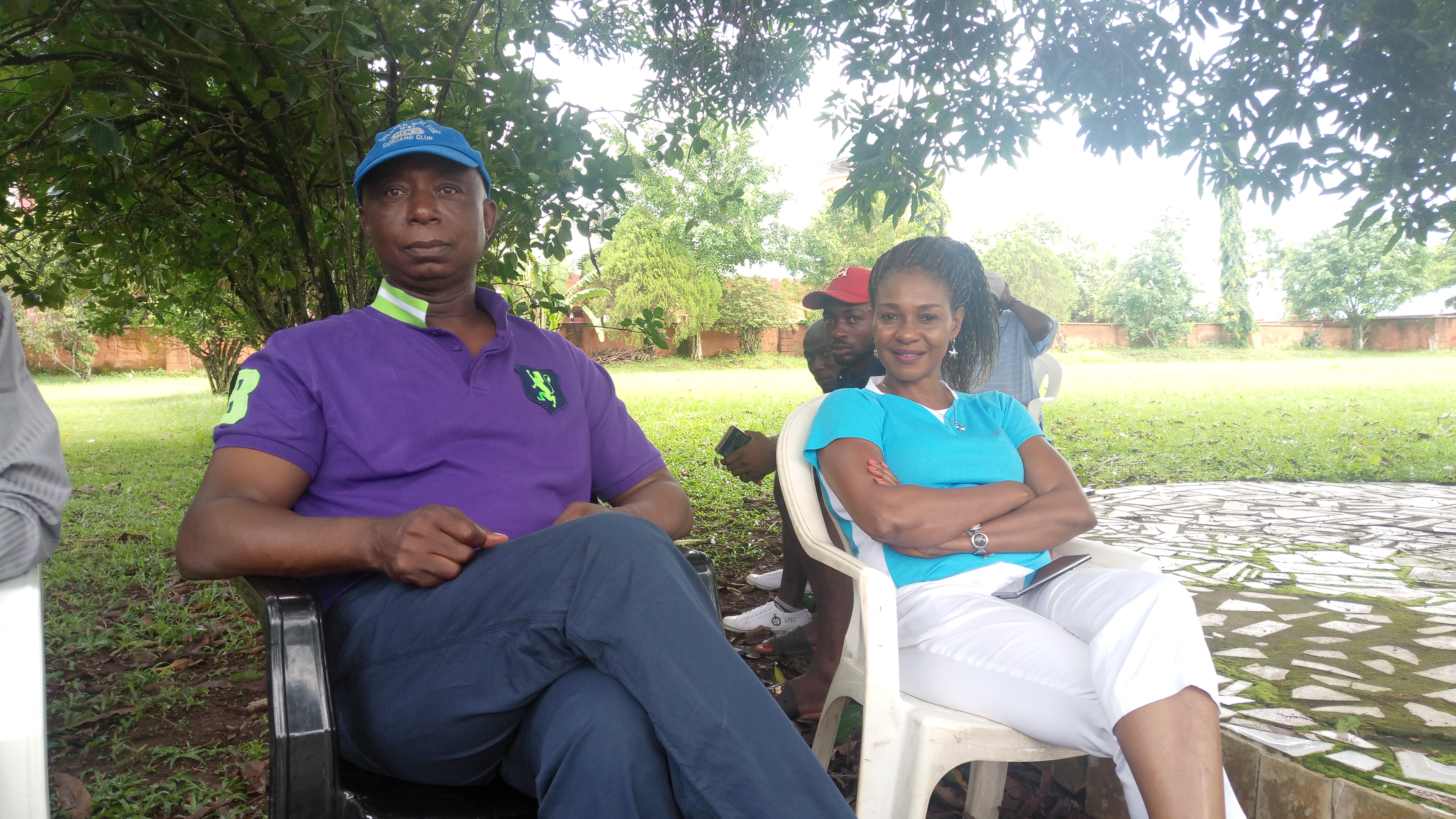
Mary Onyali (hier im Jahr 2017) wurde durch zwei Dopingsünderinnen um ihre Finalteilnahme betrogen
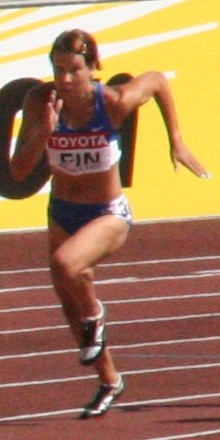
Johanna Manninen – Siebte im zweiten Halbfinale und damit ausgeschieden

6. August 2001, 16:02 Uhr
Wind: +0,3 m/s
| Platz | Name             | Nation                         | Zeit (s)                                     |
| ----- | ---------------- | ------------------------------ | -------------------------------------------- |
| 1     | Ekaterini Thanou | Griechenland                   | 11,05                                        |
| 2     | Chandra Sturrup  | Bahamas                        | 11,17                                        |
| 3     | Mercy Nku        | Nigeria                        | 11,27                                        |
| 4     | Mary Onyali      | Nigeria                        | 11,29 eigentlich für das Finale qualifiziert |
| 5     | Angela Williams  | USA                            | 11,31                                        |
| 6     | Natasha Mayers   | St. Vincent und die Grenadinen | 11,35                                        |
| 7     | Johanna Manninen | Finnland                       | 11,46                                        |
| DOP   | Kelli White      | USA                            | für das Finale zugelassen                    |

## Finale

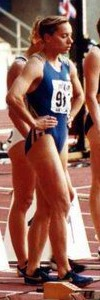
Weltmeisterin Schanna Block, zuvor unter anderem 1997 erfolgreich als WM-Zweite über 100 und Weltmeisterin über 200 Meter

6. August 2001, 17:35 Uhr
Wind: +0,3 m/s
| Platz | Name             | Nation       | Zeit (s) |
| ----- | ---------------- | ------------ | -------- |
| 1     | Schanna Block    | Ukraine      | 10,82    |
| 2     | Ekaterini Thanou | Griechenland | 10,91    |
| 3     | Chandra Sturrup  | Bahamas      | 11,01    |
| 4     | Chryste Gaines   | USA          | 11,06    |
| 5     | Debbie Ferguson  | Bahamas      | 11,13    |
| 6     | Mercy Nku        | Nigeria      | 11,17    |
| DOP   | Marion Jones     | USA          |          |
| DOP   | Kelli White      | USA          |          |

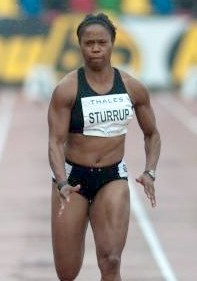
Bronzemedaillengewinnerin Chandra Sturrup, im Jahr 2000 Olympiasiegerin mit der 4-mal-100-Meter-Staffel ihres Landes
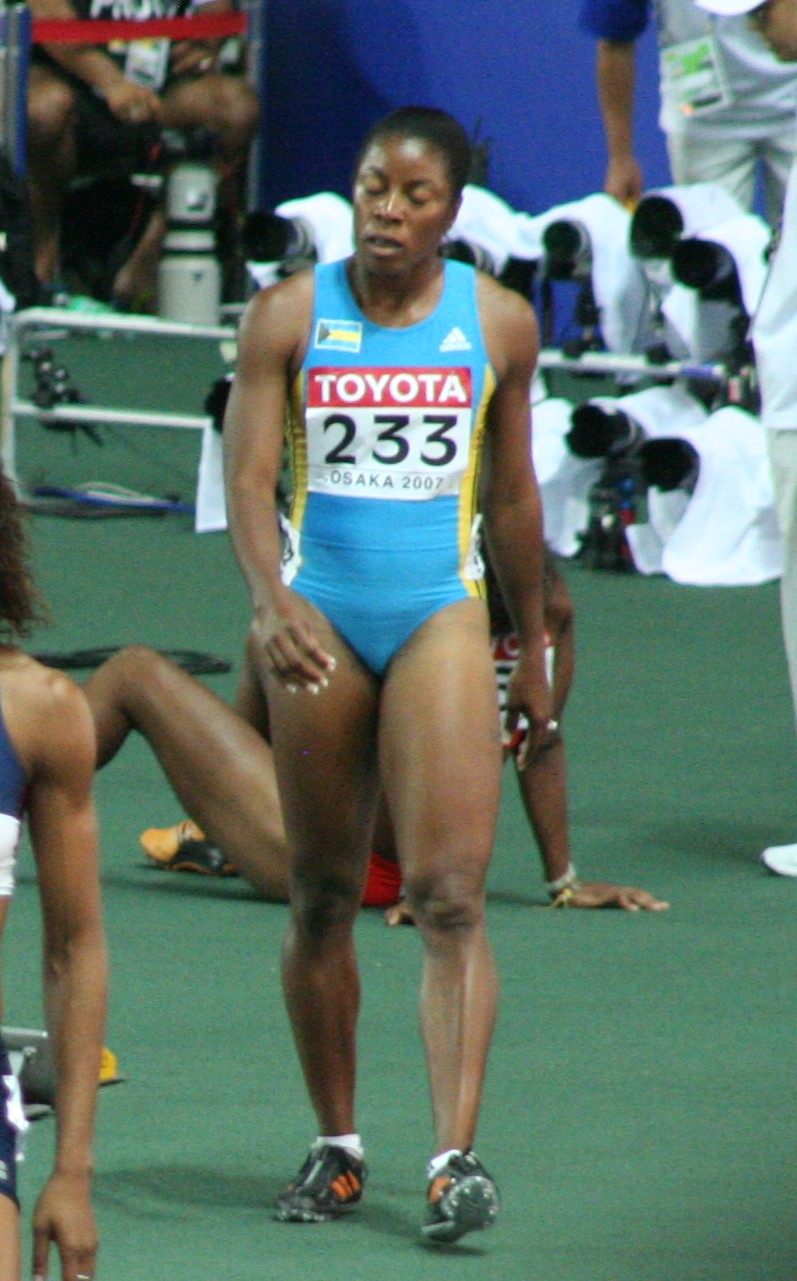
Die fünftplatzierte Debbie Ferguson hatte über 4 × 100 Meter wie Chandra Sturrup Olympiagold und darüber hinaus WM-Gold 1999 errungen – vier Tage später wurde sie Weltmeisterin über 200 Meter

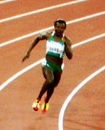
Mercy Nku belegte Rang sechs
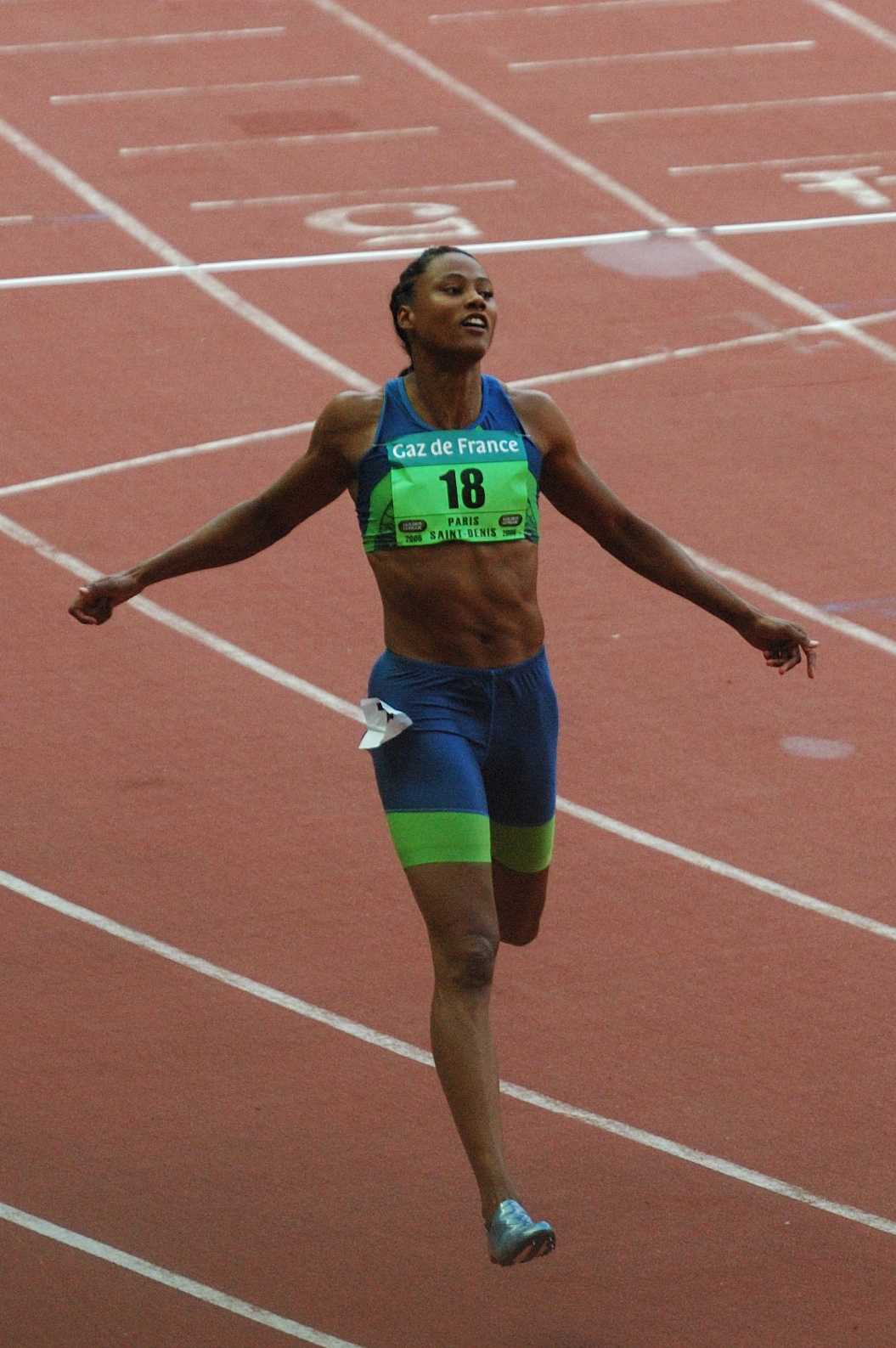
Die wegen Dopingbetrugs disqualifizierte Marion Jones

## Video
- Women's 100m Final - 2001 IAAF World Championships auf youtube.com, abgerufen am 17. August 2020